# Annecy
Annecy es una comuna francesa situada en el departamento de Alta Saboya, de la región de Auvernia-Ródano-Alpes.

## Historia

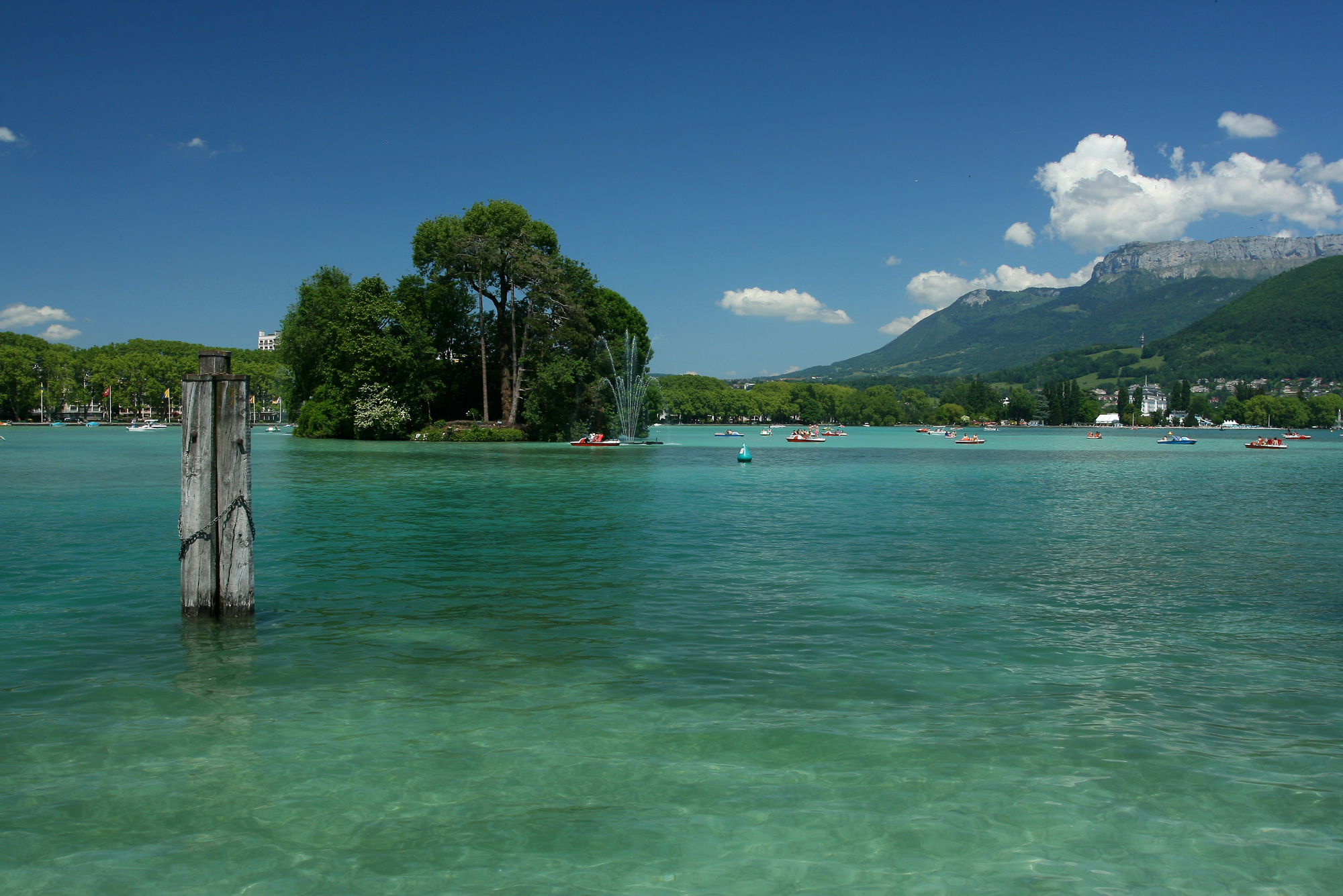
Lago de Annecy

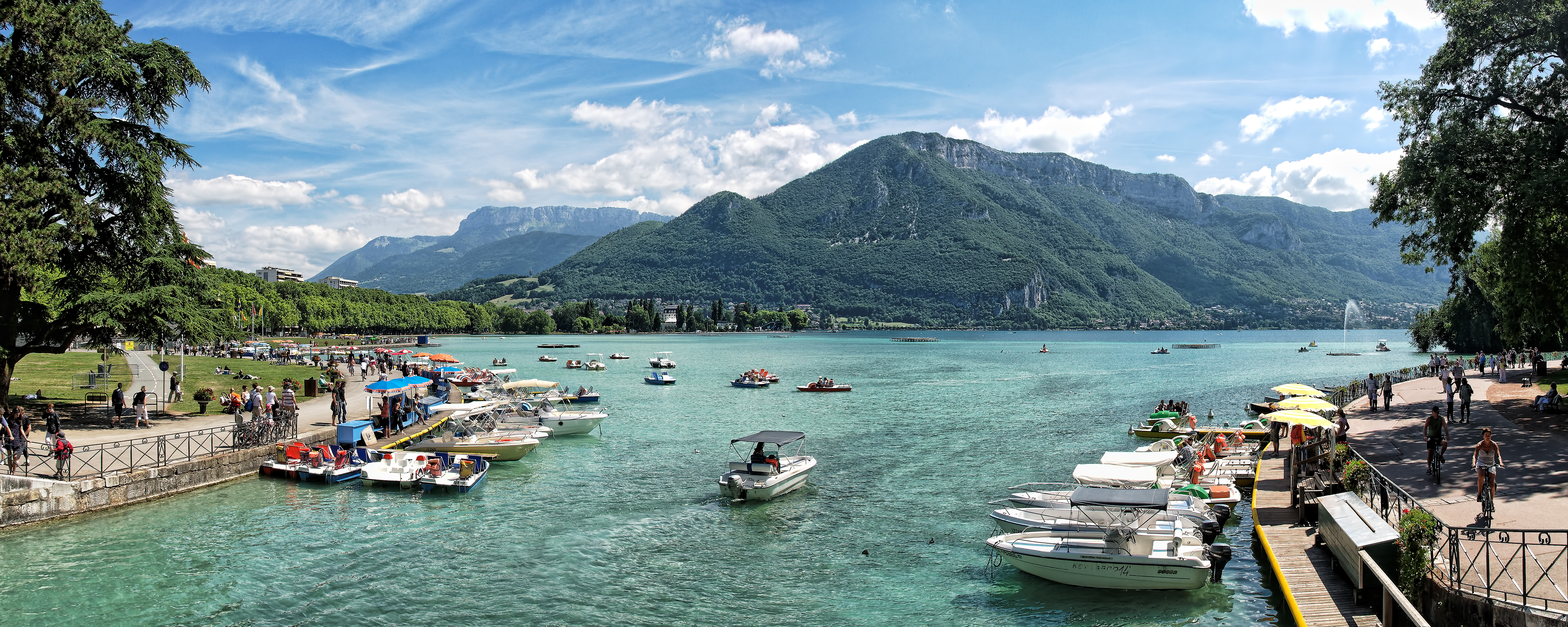
Lago de Annecy

Le vieil Annecy, (que no debe confundirse con Annecy-le-Vieux, otra ciudad fronteriza), fue un asentamiento de la época de los romanos. Annecy fue la corte de los condes de Ginebra o Genevois del siglo X. Pasó a los condes de Saboya en 1401. En 1444, se convirtió en la capital regional de las provincias de Genevois, Faucigny y Beaufortain. Con el avance del calvinismo, Annecy se convirtió en un centro para la Contrarreforma, siendo transferido el antiguo Obispado de Ginebra a él en 1535. Francisco de Sales nació en Sales en 1567 y sirvió como obispo de Annecy desde 1602 hasta 1622; sus reliquias se conservan en la catedral. 
Durante la Revolución Francesa, la región de Saboya fue conquistada por Francia. Annecy se unió al departamento de Mont Blanc, cuya capital era Chambéry. La diócesis católica fue suprimida en 1801. Después de la restauración borbónica en 1815, Annecy fue devuelta al Rey de Cerdeña y la diócesis católica restaurada en 1822. Cuando Saboya fue anexionada a Francia en 1860 con el Tratado de Turín, se convirtió en la capital del nuevo departamento de Alta Saboya. 
Como nueva comuna fue creada el 1 de enero de 2017, en aplicación de una resolución del prefecto de Alta Saboya de 14 de julio de 2016 con la unión de las comunas de Annecy, Annecy-le-Vieux, Cran-Gevrier, Meythet, Pringy y Seynod, pasando a estar el ayuntamiento en la antigua comuna de Annecy.

## Clima
| Parámetros climáticos promedio de Annecy, Haute-Savoie - Alt : 458m | Parámetros climáticos promedio de Annecy, Haute-Savoie - Alt : 458m | Parámetros climáticos promedio de Annecy, Haute-Savoie - Alt : 458m | Parámetros climáticos promedio de Annecy, Haute-Savoie - Alt : 458m | Parámetros climáticos promedio de Annecy, Haute-Savoie - Alt : 458m | Parámetros climáticos promedio de Annecy, Haute-Savoie - Alt : 458m | Parámetros climáticos promedio de Annecy, Haute-Savoie - Alt : 458m | Parámetros climáticos promedio de Annecy, Haute-Savoie - Alt : 458m | Parámetros climáticos promedio de Annecy, Haute-Savoie - Alt : 458m | Parámetros climáticos promedio de Annecy, Haute-Savoie - Alt : 458m | Parámetros climáticos promedio de Annecy, Haute-Savoie - Alt : 458m | Parámetros climáticos promedio de Annecy, Haute-Savoie - Alt : 458m | Parámetros climáticos promedio de Annecy, Haute-Savoie - Alt : 458m | Parámetros climáticos promedio de Annecy, Haute-Savoie - Alt : 458m |
| Mes                                                                 | Ene.                                                                | Feb.                                                                | Mar.                                                                | Abr.                                                                | May.                                                                | Jun.                                                                | Jul.                                                                | Ago.                                                                | Sep.                                                                | Oct.                                                                | Nov.                                                                | Dic.                                                                | Anual                                                               |
| ------------------------------------------------------------------- | ------------------------------------------------------------------- | ------------------------------------------------------------------- | ------------------------------------------------------------------- | ------------------------------------------------------------------- | ------------------------------------------------------------------- | ------------------------------------------------------------------- | ------------------------------------------------------------------- | ------------------------------------------------------------------- | ------------------------------------------------------------------- | ------------------------------------------------------------------- | ------------------------------------------------------------------- | ------------------------------------------------------------------- | ------------------------------------------------------------------- |
| Temp. máx. abs. (°C)                                                | 16.5                                                                | 20.3                                                                | 24.3                                                                | 27.4                                                                | 32.6                                                                | 35.1                                                                | 38.0                                                                | 38.5                                                                | 31.9                                                                | 26.5                                                                | 22.3                                                                | 19.9                                                                | 38.5                                                                |
| Temp. máx. media (°C)                                               | 5.4                                                                 | 7.6                                                                 | 12.0                                                                | 15.6                                                                | 20.5                                                                | 24.0                                                                | 26.1                                                                | 25.7                                                                | 20.7                                                                | 16.0                                                                | 9.5                                                                 | 5.6                                                                 | 15.7                                                                |
| Temp. media (°C)                                                    | 1.9                                                                 | 3.3                                                                 | 6.8                                                                 | 10.2                                                                | 15.0                                                                | 18.3                                                                | 20.2                                                                | 19.9                                                                | 15.6                                                                | 11.6                                                                | 5.9                                                                 | 2.5                                                                 | 10.9                                                                |
| Temp. mín. media (°C)                                               | -1.6                                                                | -1.0                                                                | 1.6                                                                 | 4.7                                                                 | 9.5                                                                 | 12.5                                                                | 14.3                                                                | 14.1                                                                | 10.4                                                                | 7.2                                                                 | 2.3                                                                 | -0.7                                                                | 6.1                                                                 |
| Temp. mín. abs. (°C)                                                | -23.0                                                               | -15.5                                                               | -15.0                                                               | -6.0                                                                | -2.0                                                                | 1.0                                                                 | 3.0                                                                 | 1.5                                                                 | -2.5                                                                | -5.0                                                                | -11.5                                                               | -16.0                                                               | -23.0                                                               |
| Precipitación total (mm)                                            | 91.2                                                                | 82.1                                                                | 94.6                                                                | 102.8                                                               | 105.1                                                               | 90.0                                                                | 100.8                                                               | 114.8                                                               | 123.3                                                               | 118.0                                                               | 116.8                                                               | 109.9                                                               | 1249.4                                                              |
| Días de precipitaciones (≥ 1 mm)                                    | 11.2                                                                | 9.4                                                                 | 10.2                                                                | 10.3                                                                | 11.6                                                                | 9.1                                                                 | 9.6                                                                 | 10.2                                                                | 9.1                                                                 | 11.4                                                                | 11.7                                                                | 11.0                                                                | 124.8                                                               |
| Horas de sol                                                        | 90.8                                                                | 114.7                                                               | 169.4                                                               | 193.6                                                               | 221.0                                                               | 259.7                                                               | 274.6                                                               | 241.2                                                               | 190.3                                                               | 142.6                                                               | 86.7                                                                | 68.7                                                                | 2053.3                                                              |
| Fuente n.º 1: Météo France                                          |                                                                     |                                                                     |                                                                     |                                                                     |                                                                     |                                                                     |                                                                     |                                                                     |                                                                     |                                                                     |                                                                     |                                                                     |                                                                     |
| Fuente n.º 2: Infoclimat                                            |                                                                     |                                                                     |                                                                     |                                                                     |                                                                     |                                                                     |                                                                     |                                                                     |                                                                     |                                                                     |                                                                     |                                                                     |                                                                     |

## Deportes

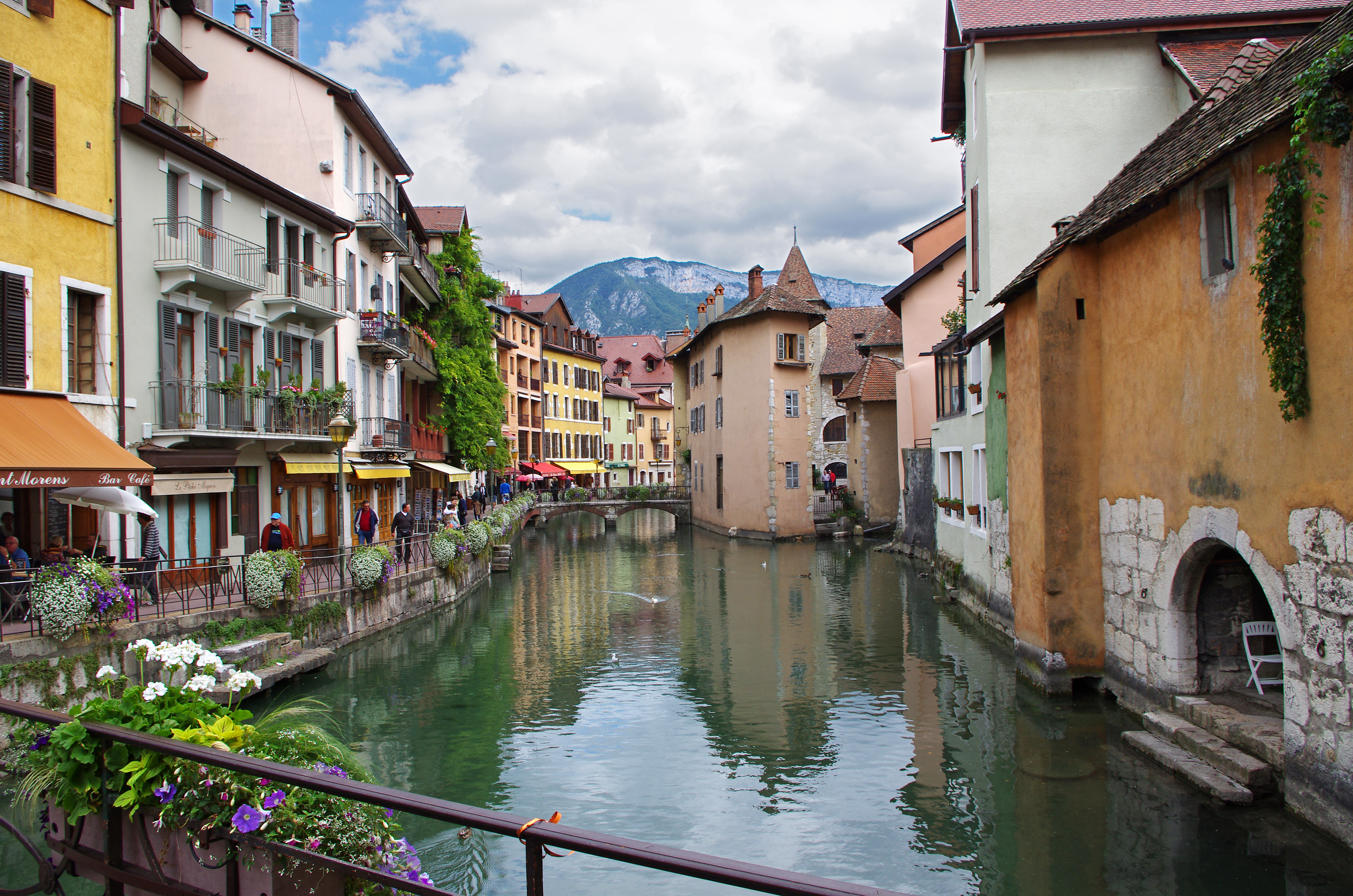
Annecy

Annecy FC es el club de fútbol local y participa en la Ligue 2, la segunda división del fútbol de Francia. Disputa sus partidos de local en el Estadio Parc des Sports, que cuenta con un aforo de 12.500 espectadores.

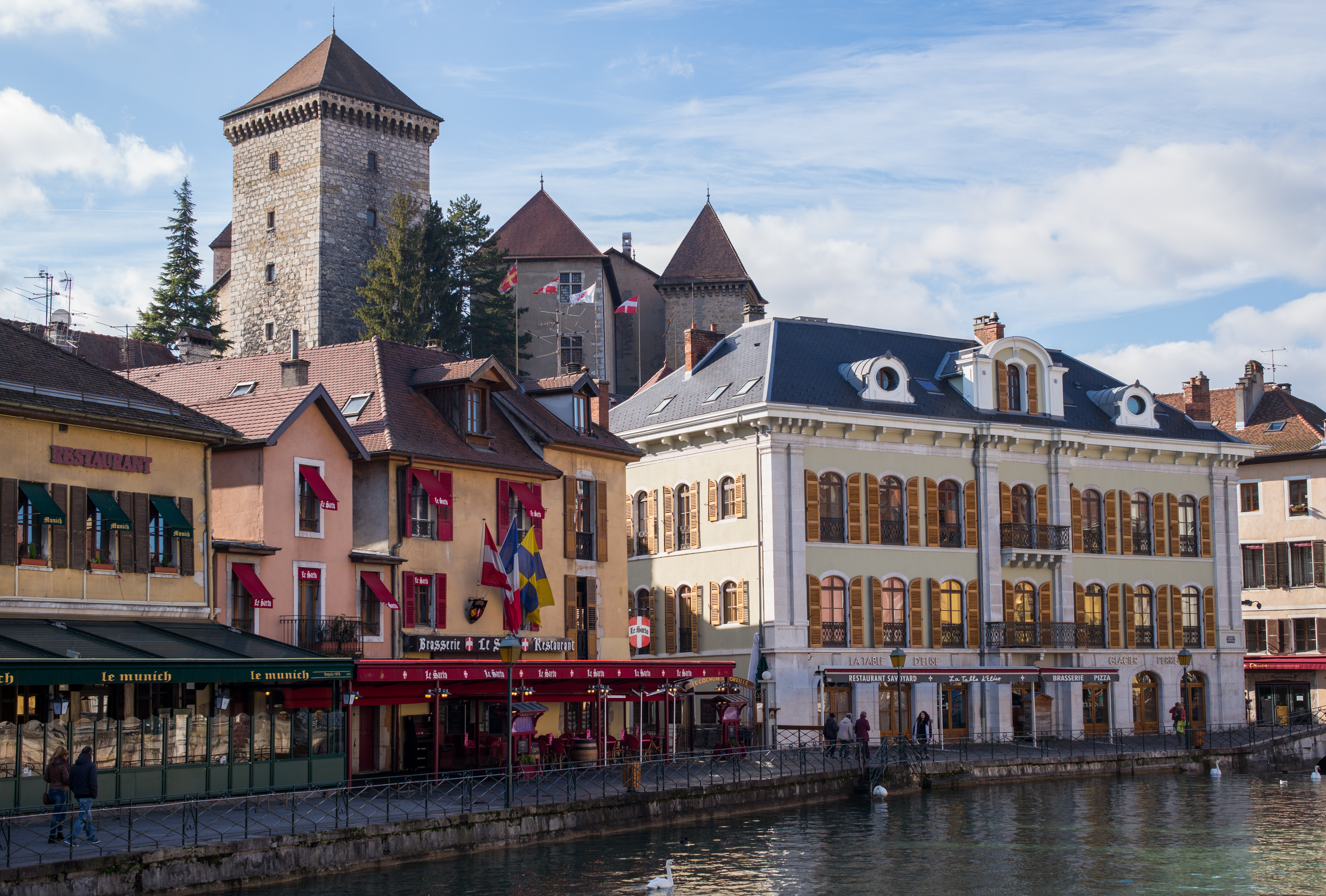
Annecy

## Demografía
| Gráfica de evolución demográfica de Annecy entre 1800 y 2021 |
|                                                              |

Los datos entre 1800 y 2014 son el resultado de sumar los parciales de las seis comunas que forman la nueva comuna de Annecy, cuyos datos se han cogido de 1800 a 1999, para las comunas de Annecy, Annecy-le-Vieux, Cran-Gevrier, Meythet, Pringy, y Seynod de la página francesa EHESS/Cassini. Los demás datos se han cogido de la página del INSEE.

## Composición
| Comuna delegada | Código INSEE | Población (2013) | Superficie (km²) | Densidad (hab./km²) |
| --------------- | ------------ | ---------------- | ---------------- | ------------------- |
| Annecy          | 74010        | 52029            | 13.65            | 3812                |
| Annecy-le-Vieux | 74011        | 20166            | 17.02            | 1185                |
| Cran-Gevrier    | 74093        | 17493            | 4.8              | 3644                |
| Meythet         | 74182        | 8368             | 3.24             | 2583                |
| Pringy          | 74217        | 4129             | 9.06             | 456                 |
| Seynod          | 74268        | 19624            | 19.17            | 1024                |